# Heterorachis simplicissima
Heterorachis simplicissima är en fjärilsart som beskrevs av Louis Beethoven Prout 1912. Heterorachis simplicissima ingår i släktet Heterorachis och familjen mätare. Inga underarter finns listade i Catalogue of Life.